# FC Viitorul Constanța
El Fotbal Club Viitorul Constanța és un club de futbol romanès de la ciutat d'Ovidiu, a pocs quilòmetres de Constanța.

## Història
El club va ser fundat l'any 2009 per l'ex jugador Gheorghe Hagi, destacant per la seva acadèmia de futbol. El seu major èxit arribà la temporada 2016-17, quan guanyà el campionat romanès de futbol.

## Palmarès
- Lliga romanesa de futbol: 
  - 2016-17

- Tercera divisió romanesa de futbol: 
  - 2009-10